# Cominella nassoides
Cominella nassoides är en snäckart. Cominella nassoides ingår i släktet Cominella, och familjen valthornssnäckor.

## Underarter
Arten delas in i följande underarter:
- C. n. consobrina
- C. n. haroldi
- C. n. iredalei
- C. n. nassoides
- C. n. nodicincta
- C. n. otakauica